# Públic objectiu
Públic objectiu o grup objectiu són el que s'anomena en anglès target («objectiu»). Es tracta del grup de població amb unes característiques comunes al qual va dirigit un missatge publicitari, el públic que és l'objectiu d'aquest missatge; és el segment social potencialment interessat. Aquest concepte s'utilitza habitualment en publicitat per a designar al destinatari ideal d'una determinada campanya, producte o servei, i té relació directa amb el màrqueting.
En màrqueting hi ha la creença que és preferible centrar-se en un prototip de client ben definit, cosa que resulta més efectiva, que no pas en molts que estiguin vagament perfilats, motiu pel qual com més i de manera més efectiva se segmenti la població més incrementen les possibilitats de venda. Definir-lo ajuda a focalitzar la identitat d'una marca o a crear campanyes específiques per tal de dirigir el producte a l'usuari adequat, adoptant un to i estil diferent depenent de a qui es dirigeixi.
En el moment de definir el públic objectiu és necessari aclarir les variables demogràfiques i sociogràfiques, examinar-ne les característiques i esbrinar què els mou a actuar com ho fan i, per tant, què els mou a la compra. Això és clau per a poder desenvolupar correctament un pla de màrqueting. Per tal d'identificar correctament el públic objectiu (segmentar) i les seves necessitats, i planificar una estratègia i unes accions per arribar-hi, convé plantejar-se qüestions com a quin segment de població es dirigeix el missatge (edat, gènere, localitat, nivell adquisitiu, professió, etc), què llegeixen aquestes persones, quins llocs webs visiten, quines necessitats es pretén cobrir, quins són els seus hàbits de consum, a través de quins canals es fa arribar el missatge o com dirigir-s'hi.
Criteris que tradicionalment han servit per identificar el perfil del públic objectiu:
- Geogràfics: localització
- Sociodemogràfics: gènere, edat, nivell d'estudis, hàbitat, posició a la llar
- Socioeconòmics: classe social, nivell d'ingressos, llindar de consum
- Psicogràfics: valors, motivacions, gustos, interessos, personalitat, estil de vida, hàbits de consum, activitats que realitzen, etc

Conéixer les actituds d'un públic objectiu enfront de les campanyes i els diferents mitjans de comunicació fa més fàcil contactar-los i arribar amb el missatge adequat (amb campanyes de màrqueting específiques i informació de valor per al nostre públic objectiu) per tal d'optimitzar el retorn de la inversió. El fet de no conèixer el públic objectiu de la publicitat portarà a decisions amb un gran cost financer sense cap retorn.
Analitzar el comportament del consumidor d'un públic objectiu específic és molt important a l'hora de decidir la promoció que es durà a terme.
El concepte de públic objectiu està molt relacionat amb altres dos conceptes, que són lleugerament diferents però amb els quals es confon sovint: client ideal (persona real, client amb qui hi pot haver hagut una relació comercial i que es pretén fidelitzar) i buyer persona (prototip de client ideal, però fictici, i que pot ser diferent per a cada producte o servei). En els inicis del desenvolupament del màrqueting es considerava que centrar-se en el públic objectiu era millor que fer-ho amb el públic en general, però amb la sofisticació del màrqueting i les eines de mesurament i d'anàlisi d'impacte es creu que és més recomanable dissenyar campanyes per al buyer persona i el client ideal.

## Determinació del públic objectiu

### Informació geogràfica
La informació geogràfica essencialment determina on es troba el client, i és vital per a les empreses quan determinen el seu públic objectiu. Això es deu al fet que els clients situats en diferents àrees geogràfiques enfronten diferents circumstàncies que influeixen en les seves decisions de compra (Kahie, 1986). Això pot incloure una varietat de factors, com ara recursos, cultures i clima, que poden fer que el seu comportament, informació psicogràfica i influències siguin diferents dels qui es troben en el mateix grup demogràfic però en una ubicació geogràfica diferent (Kahie, 1986).

### Informació sociodemogràfica
La informació demogràfica inclou aspectes estadístics dels consumidors com el sexe, l'ètnia, els ingressos, la qualificació i l'estat civil (Sharma 2015). La informació demogràfica és important per a les empreses, ja que proporciona informació bàsica sobre els clients als quals l'empresa pretén dirigir la seva campanya de màrqueting. Això els ajuda a jutjar, a un nivell bàsic, com comunicar-se de manera eficaç amb aquells que han identificat com a públic objectiu. Les dades demogràfiques són clau, ja que proporcionen la base de qui serà el focus de l'empresa (Sherlock, 2014).
Eines com Google Analytics i l'analítica de xarxes socials poden proporcionar informació valuosa

### Informació psicogràfica
La psicografia és l'ús de factors sociològics, psicològics i antropològics, així com el comportament dels consumidors, l'estil de vida i l'autopercepció per determinar com diferents grups de segments de mercat prenen decisions sobre una filosofia, una persona o un producte (Weinstein, 2014). La informació psicogràfica pot ser utilitzada per les empreses per comprendre millor els grups de consumidors als quals pretén dirigir-se, mitjançant l'anàlisi de detalls més íntims sobre l'estil de vida i els processos de pensament del consumidor per entendre les seves preferències.